# Kjetil Ruthford Pedersen
Kjetil Ruthford Pedersen (Kristiansand, 22 maggio 1973) è un allenatore di calcio ed ex calciatore norvegese, di ruolo difensore.

## Biografia
Proviene da una famiglia di calciatori: suo padre Erik e suo fratello Steinar, infatti, hanno giocato a livello professionistico.

## Carriera

### Club

#### Gli inizi e il Molde
Ruthford Pedersen cominciò la carriera con la maglia dello Start. Non riuscì però ad effettuare il proprio debutto nell'Eliteserien, in quanto fu aggregato alla prima squadra ma non vi giocò in campionato. Seguì un biennio nella 1. divisjon, diviso tra Mjølner e Odd Grenland. Nel 1996, fu messo sotto contratto dal Molde, per cui esordì nella massima divisione norvegese in data 14 aprile: fu infatti schierato titolare nella sconfitta per 2-0 sul campo del Rosenborg.

#### La fase centrale della carriera
A metà del campionato 1997, Ruthford Pedersen passò allo Skeid. La prima partita con questa maglia fu datata 10 agosto 1997, in occasione della sconfitta casalinga per 0-4 contro il Tromsø. Lo Skeid retrocesse a fine stagione e il difensore lasciò la Norvegia per giocare con gli svedesi dell'Elfsborg. Dopo un triennio in squadra, passò agli austriaci del LASK Linz, che chiusero la Bundesliga 2000-2001 all'ultimo posto finale e che retrocessero quindi nella Erste Liga. Dopo un altro anno al club, si accordò con i danesi dell'Esbjerg.

#### Il ritorno in Norvegia
Lasciato l'Esbjerg, Ruthford Pedersen firmò un contratto con il Sogndal. Il debutto in squadra arrivò il 25 luglio 2004, quando fu titolare nella sconfitta per 1-2 contro lo Stabæk. La formazione retrocesse a fine stagione, ma Ruthford Pedersen vi rimase in forza per un ulteriore campionato. Nel 2006 tornò allo Start, dove fu però poco impiegato. Nel 2007 firmò per il Mandalskameratene, formazione militante nella 1. divisjon. Esordì il 9 aprile, andando anche a segno su calcio di rigore nella vittoria per 2-0 sul Kongsvinger. Ad autunno 2007, fu nominato allenatore e ricoprì questa carica fino al 2008, anno in cui si ritirò dall'attività agonistica.

### Nazionale
Ruthford Pedersen conta 5 presenze per la Norvegia under 21. Esordì il 5 novembre 1995, quando fu schierato titolare nella vittoria per 1-2 sulla Repubblica Ceca Under-21.

## Statistiche

### Presenze e reti nei club
| Stagione                 | Club                     | Campionato               | Campionato | Campionato | Coppe nazionali | Coppe nazionali | Coppe nazionali | Coppe continentali | Coppe continentali | Coppe continentali | Supercoppe | Supercoppe | Supercoppe | Totale | Totale |
| Stagione                 | Club                     | Comp                     | Pres       | Reti       | Comp            | Pres            | Reti            | Comp               | Pres               | Reti               | Comp       | Pres       | Reti       | Pres   | Reti   |
| ------------------------ | ------------------------ | ------------------------ | ---------- | ---------- | --------------- | --------------- | --------------- | ------------------ | ------------------ | ------------------ | ---------- | ---------- | ---------- | ------ | ------ |
| 1993                     | Start                    | ES                       | 0          | 0          | CN              | ?               | ?               | -                  | -                  | -                  | -          | -          | -          | ?      | ?      |
| 1994                     | Mjølner                  | 1D                       | 20         | 0          | CN              | ?               | ?               | -                  | -                  | -                  | -          | -          | -          | ?      | ?      |
| 1995                     | Odd Grenland             | 1D                       | 20         | 3          | CN              | ?               | ?               | -                  | -                  | -                  | -          | -          | -          | ?      | ?      |
| 1996                     | Molde                    | ES                       | 22         | 0          | CN              | ?               | ?               | CU                 | ?                  | ?                  | -          | -          | -          | ?      | ?      |
| gen.-ago. 1997           | Molde                    | ES                       | 1          | 0          | CN              | ?               | ?               | -                  | -                  | -                  | -          | -          | -          | ?      | ?      |
| Totale Molde             | Totale Molde             | Totale Molde             | 23         | 0          |                 | ?               | ?               |                    | -                  | -                  |            | -          | -          | ?      | ?      |
| ago.-dic. 1997           | Skeid                    | ES                       | 7          | 0          | CN              | ?               | ?               | -                  | -                  | -                  | -          | -          | -          | ?      | ?      |
| 1998                     | Elfsborg                 | A                        | 23         | 2          | SC              | ?               | ?               | -                  | -                  | -                  | -          | -          | -          | ?      | ?      |
| 1999                     | Elfsborg                 | A                        | 23         | 0          | SC              | ?               | ?               | -                  | -                  | -                  | -          | -          | -          | ?      | ?      |
| 2000                     | Elfsborg                 | A                        | 7          | 0          | SC              | ?               | ?               | -                  | -                  | -                  | -          | -          | -          | ?      | ?      |
| Totale Elfsborg          | Totale Elfsborg          | Totale Elfsborg          | 53         | 2          |                 | ?               | ?               |                    | -                  | -                  |            | -          | -          | ?      | ?      |
| gen.-giu. 2001           | LASK Linz                | BL                       | 13         | 0          | CA              | ?               | ?               | -                  | -                  | -                  | -          | -          | -          | ?      | ?      |
| 2001-2002                | LASK Linz                | EL                       | 24         | 0          | CA              | ?               | ?               | -                  | -                  | -                  | -          | -          | -          | ?      | ?      |
| Totale LASK Linz         | Totale LASK Linz         | Totale LASK Linz         | 37         | 0          |                 | ?               | ?               |                    | -                  | -                  |            | -          | -          | ?      | ?      |
| 2002-2003                | Esbjerg                  | SL                       | 30         | 0          | CD              | ?               | ?               | -                  | -                  | -                  | -          | -          | -          | ?      | ?      |
| 2003-2004                | Esbjerg                  | SL                       | 31         | 2          | CD              | ?               | ?               | CU                 | ?                  | ?                  | -          | -          | -          | ?      | ?      |
| lug. 2004                | Esbjerg                  | SL                       | 0          | 0          | CD              | ?               | ?               | -                  | -                  | -                  | -          | -          | -          | ?      | ?      |
| Totale Elfsborg          | Totale Elfsborg          | Totale Elfsborg          | 61         | 2          |                 | ?               | ?               |                    | -                  | -                  |            | -          | -          | ?      | ?      |
| lug.-dic. 2004           | Sogndal                  | ES                       | 12         | 0          | CN              | -               | -               | -                  | -                  | -                  | -          | -          | -          | 12     | 0      |
| 2005                     | Sogndal                  | 1D                       | 28         | 2          | CN              | ?               | ?               | -                  | -                  | -                  | -          | -          | -          | ?      | ?      |
| Totale Sogndal           | Totale Sogndal           | Totale Sogndal           | 40         | 2          |                 | ?               | ?               |                    | -                  | -                  |            | -          | -          | ?      | ?      |
| 2006                     | Start                    | ES                       | 7          | 0          | CN              | 2               | 1               | CU                 | 2                  | 0                  | -          | -          | -          | 11     | 1      |
| Totale Start             | Totale Start             | Totale Start             | 7          | 0          |                 | ?               | ?               |                    | 2                  | 0                  |            | -          | -          | ?      | ?      |
| 2007                     | Mandalskameratene        | 1D                       | 27         | 11         | CN              | ?               | ?               | -                  | -                  | -                  | -          | -          | -          | ?      | ?      |
| 2008                     | Mandalskameratene        | 2D                       | ?          | ?          | CN              | ?               | ?               | -                  | -                  | -                  | -          | -          | -          | ?      | ?      |
| Totale Mandalskameratene | Totale Mandalskameratene | Totale Mandalskameratene | ?          | ?          |                 | ?               | ?               |                    | -                  | -                  |            | -          | -          | ?      | ?      |
| Totale                   | Totale                   | Totale                   | ?          | ?          |                 | ?               | ?               |                    | ?                  | ?                  |            | -          | -          | ?      | ?      |